# Seonangdang
Los Seonangdang (Hangul: 서낭당), también conocido como el Seonghwangdang (Hangul: 성황당, Hanja:城隍堂) son mojones sagrados de piedra o árboles dedicados a la deidad Seonangshin, la diosa de las aldeas. Los Seonangdang sigue siendo comunes en los asentamientos montañosos de la península de Corea.

## Historia
Los orígenes del Seonangdang no están claros; los arqueólogos e historiadores tienen dos teorías.
En el antiguo joseon los países creían que joseon era el mejor país en ese entonces 
La primera teoría es que los Seonangdang se originaron en Corea. Según estos historiadores, los Seonangdang se originaron como marcas fronterizas entre varias aldeas. A medida que se desarrolló el concepto de religión, estas fronteras se adoraron como los hogares de las deidades fronterizas, equivalente a la deidad romana de Término. Estos historiadores equiparan Seonangdang con el Sodo, un área sagrada en los Proto-Tres Reinos de Corea. Otros historiadores afirman que los Seonangdang se desarrollaron como altares a Sanwang, las deidades de las montañas.
La otra teoría es que los Seonangdang son la variedad coreana de Ovoo, o torres de piedra de Mongolia. El culto mongol de Ovoo es sorprendentemente similar al culto coreano de Seonangdang en que es de piedra, y se cree que concede los deseos de los viajeros. Según esta teoría, el culto de Seonangdang siguió a las invasiones mongolas de Corea, en el siglo XIII. Sin embargo, hay registros de Seonangdang antes de eso.
El primer registro de un Seonangdang se encuentra en el Goryeosa, un libro de historia escrito sobre la dinastía Goryeo en el siglo XV. Según el libro, en el reinado del rey Munjong de Goryeo, se construyó un "Seonghwangsa", que significa "Templo de Seonghwang". En la dinastía Goryeo, el Seonangdang más conocido estaba en la ciudad de Jeonju. El rey Gojong creía que las muchas derrotas de los mongoles en las invasiones mongolas de Corea se debieron a que los Seonangshin ayudaban a los coreanos.
Como unas de las deidades más conocidas de los Sangmin, o plebeyos, la siguiente dinastía Joseon respetaba a los Seonangshin. El gobierno de Joseon dividió el Seonangshin en dos categorías;  los oficiales Gukhaeng Seonang, los mecenas del estado, y los privados Seonang, los mecenas del pueblo.
Los gobernantes de la dinastía Joseon celebraron oficialmente ritos en los Seonangdang. Después de usurpar la dinastía Goryeo con un golpe, el rey Taejo de Joseon celebró ceremonias en los Seonangshin en toda la península. El rey Taejong de Joseon honró a los Seonangdangs de Baekak y Songak.

## Apariencia y ubicación
Los Seonangdang estaban ubicados en las colinas o cerros cerca del pueblo. Hay cinco variedades de Seonangdang:
1. La forma más común de Seonangdang es una torre de piedra ubicada al lado o alrededor de un gran árbol.[2] El árbol se llamaba Shinmok (Árbol Sagrado), donde se llevaba a cabo un gut (un ritual chamánico).
2. Otra forma de Seonangdang era solo una torre de piedra sin árbol.  Esto generalmente se considera una forma modificada del Seonangdang con un Shinmok, donde la torre se desarrolló antes que el árbol.
3. La tercera forma de Seonangdang no tenía una torre de piedra, sino solo el Seonang Namu, un árbol que servía como la casa de Seonangshin. El árbol estaba decorado con tiras de seda blancas o de cinco colores (rojo, amarillo, blanco, azul, verde), cada una equivalente a las direcciones cardinales  El Seonang Namu es considerado el mismo que el Shinmok.
4. Esta variedad estaba muy extendida en la provincia de Gangwon. No había torre de piedra, sino una casa real que se consideraba la residencia de Seonangshin. Esta casa se llamaba Dangjib, o la "casa del templo". Los Dangjib estaban hechos tradicionalmente de madera con techo de tejas;  Seonghwang Jishinwi (Hanja: 城隍 之 神位), que significa "Aquí está Seonang".[1]
5. La última variedad del sur era una piedra natural vertical, de hasta 2 metros de altura y 120 centímetros de ancho.

## Adoración
El gobierno oficial de Corea celebraba jesas, o ceremonias, en los Seonangdang de forma regular, tanto en tiempos de sequía como en guerras.
En las aldeas, tanto los chamanes como las amas de casa rezaban en los Seonangdang, pero la mayoría de los que rezaban en Seonangdangs eran viajeros y vagabundos. En los senderos, los viajeros y los errantes colocaron tres piedras adicionales en la torre y rezaban por seguridad en el camino, ya que se creía que la deidad protegería a los viajeros. Por lo tanto, los Seonangdangs en senderos populares podrían ser extremadamente grandes y altos.